# Andinomyia townsendi
Andinomyia townsendi là một loài ruồi trong họ Tachinidae.